# Àngel Rangel
Àngel Rangel Zaragoza (Sant Carles de la Ràpita, 28 oktober 1982) is een Spaans voormalig voetballer die doorgaans als rechtsback speelde. Hij verruilde Swansea City in augustus 2018 transfervrij voor Queens Park Rangers waar hij speelde tot aan het einde van zijn carrière in 2020.

## Clubcarrière
Rangel debuteerde in 2001 in het seniorenvoetbal bij CD Tortosa. Vervolgens kwam hij uit voor de eveneens Catalaanse clubs Reus, Girona, Sant Andreu en Terrassa. In juli 2007 haalde toenmalig coach Roberto Martínez Rangel naar Swansea City, op dat moment actief in de League One. In zijn eerste seizoen daar promoveerde hij met de club naar de Championship. In 2011 bereikte Rangel vervolgens promotie naar de Premier League met Swansea, een primeur voor de club. Hij maakte op 25 augustus 2012 zijn eerste doelpunt in de Premier League, tegen West Ham United. Rangel speelde in het seizoen 2015/16 zijn 300ste competitiewedstrijd voor Swansea City.

## Erelijst
| Kampioen League One | 1x | 2007/08 |
| League Cup          | 1x | 2012/13 |

1 Dieng ·
2 Kakay ·
3 Wallace ·
4 Dickie ·
5 De Wijs ·
6 Barbet ·
7 Johansen  ·
8 Amos ·
9 Dykes ·
10 Chair ·
11 Austin ·
12 Ball ·
13 Archer ·
14 Thomas ·
15 Field ·
16 McCallum ·
17 Dozzell ·
19 Gray ·
20 Dunne ·
21 Willock ·
22 Odubajo ·
32 Walsh ·
33 Barnes ·
34 Duke-McKenna ·
37 Adomah ·
Coach: Warburton